# Георг Мориц Саксен-Альтенбургский
Георг Мориц Саксен-Альтенбургский (полное имя — Вильгельм Георг-Мориц Эрнст Альберт Фредерик Чарльз Константин Эдуард Максимилиан) (13 мая 1900 — 13 февраля 1991) — наследный принц Саксен-Альтенбург, глава герцогского дом Саксен-Альтенбургский и титулярный герцог Саксен-Альтенбургский (1955—1991). Сторонник и активный пропагандист Антропософии.

## Биография
Родился в Потсдаме (Пруссия). Старший сын принца Эрнста Саксен-Альтенбургского (1871—1955), последнего герцога Саксен-Альтенбург (1908—1918) и главы Саксен-Альтенбургского дома (1918—1955), и его первой жены, принцессы Аделаиды Шаумбург-Липпской (1875—1971).
В момент рождения Георга-Морица его отец Эрнст являлся принцем Саксен-Альтенбургским, он жил со своей женой в Пруссии и являлся командиром 1-го гвардейского пехотного полка в Потсдаме. Георг-Мориц, его брат Фридрих Эрнст и сестры Шарлотта и Елизавета все родились и выросли в Потсдаме.
13 мая 1907 года после смерти герцога Морица Эрнст стал наследным принцем Саксен-Альтенбургским. 7 февраля 1908 года после смерти своего дяди Эрнста I Саксен-Альтенбургского (1826—1908), не имевшего сыновей, Эрнст стал новым герцогом Саксен-Альтенбургским под именем Эрнста II. Вся семья переехала из Потсдама в Альтенбург. Георг-Мориц, как старший из двух сыновей Эрнста, с 1908 года стал наследным принцем Саксен-Альтенбургским.
В марте 1913 года отец отправил Георга-Морица в Дрезден, где он продолжил своё образование в средней школе Короля Георга (König-Georg-Gymnasium). В дополнение к этому он получил военную подготовку в 8-м тюрингском пехотном полку № 153.
После проигрыша Германии в Первой мировой войне и начала революции герцог Эрнст II Саксен-Альтенбургский 13 ноября 1918 года вынужден был отречься от престола. Отец Морица-Георга провёл остаток жизни как частное лицо. Два года спустя (17 января 1920 года) Эрнст и Аделаида, родители Морица, официально развелись.
Ещё в юности Георг-Мориц заинтересовался антропософией. В начале 1930-х годов он встретился с Зигфридом Пикертом, что стало переломным моментом в жизни принца. Вся его жизнь с тех пор стала обращаться вокруг замка Хамборна, где он принимал с 1931 года активное участие в обучении других лиц антропософии. В 1936 году принц арендовал ферму возле замка.
Хотя нацистский режим запретил антропософию, но благодаря занятиям Георга-Морица с детьми-инвалидами в замке Хамборн курсы по антропософии проводились до июня 1941 года. Также принц Георг-Мориц пользовался защитой Рудольфа Гесса, который до 1941 года был приверженцем антропософии. Но в конце концов гестапо прервало преподавание антропософии. Георг-Мориц Саксен-Альтенбургский был арестован и заключен в тюрьму, где провел девять с половиной месяцев.
В 1946 году принц Георг-Мориц вернулся в замок Хамборн, где преподавал для сотрудников, гостей лечебного санатория и особенно для молодежи, проживающей в школе-интернате. До 1968 года он работал также в Совете общественной благотворительности. Он жил скромно, в небольшой квартире, в окружении обширной библиотеки.
В 1955 году после смерти своего отца Эрнста Георг-Мориц стал главой дома Саксен-Альтенбург и титулярным герцогом Саксен-Альтенбургским. Он никогда не был женат, а его единственный брат и наследник Фридрих Эрнст Саксен-Альтенбургский (1905—1985), также неженатый, умер в 1985 году.
13 февраля 1991 года Георг-Мориц Саксен-Альтенбургский скончался от пневмонии в больнице Рендсбурга. С его смертью пресеклась прямая мужская линия герцогского дома Саксен-Альтенбург, но фамилия продолжала существовать после того, как принцесса Мария Саксен-Альтенбургская (1888—1947), вторая дочь принца Альберта Саксен-Альтенбурга, усыновила Теодора Франца (род. 1939), графа Прашма, принявшего титул герцога Саксен-Альтенбург.
В 1991 году после смерти бездетного Георга-Морица главой Саксен-Альтенбургского дома стал Михаэль Саксен-Веймар-Эйзенахский (род. 1946), глава Саксен-Веймар-Эйзенахского дома.
Георг-Мориц Саксен-Альтенбург был крестным отцом немецкого журналиста Рольфа Зеельмана-Эггеберта (род. 1937).